# 開放
開放是一個整體概念或哲學，特點是強調透明度和協作，無限制地獲取任何知識和自由訊息。秘密和權威可說是開放的相反。

## 用於政府
開放政府是一種執政的原則，它認為公民有權取得任何政府文件，以便有效地公開監督政府，即公民有權知道政府一切的運作和活動，由於可信賴的信息是責任政治的必要條件，自由地取得政府的訊息也有助於保障其他權利。

## 用於創作
開放內容是指人們可以不受限制地使用、修改、發布創作品，此概念源自於開放原始碼，但後者僅用於資訊科技中。

## 用於學術
開放科學是讓每個人都可以接觸科學研究、資料以及相關內容的運動。開放獲取是指不限制經過同行評審的學術研究的在線訪問。開放獲取主要針對學術期刊文章，但也在提供越來越多的論文、書籍章節和學術著作。

## 用於資訊科技
開放原始碼是資訊科技系統中所提供的功能，特點在於可互操作性、可移植性和可擴展性，使生產模組、通訊管道、互動社群獲得改善。開放資料是經過許可後，可以被任何人自由使用和共享的資料。